# Péter Prohászka
Péter Prohászka est un joueur d'échecs hongrois né le 13 janvier 1992 à Vác.
Au 1er août 2018, il est le cinquième joueur hongrois avec un classement Elo de 2 627 points.

## Biographie et carrière
Grand maître international depuis 2010, il a remporté le championnat d'Europe des moins de 14 ans en 2006, la médaille de bronze au championnat d'Europe des moins de 18 ans en 2008 et l'open international de Benasque en juillet 2018.
Avec l'équipe de Hongrie, il a remporté le championnat d'Europe par équipe de moins de 18 ans en 2007 et 2009.